# Jerzy Kaliszewski

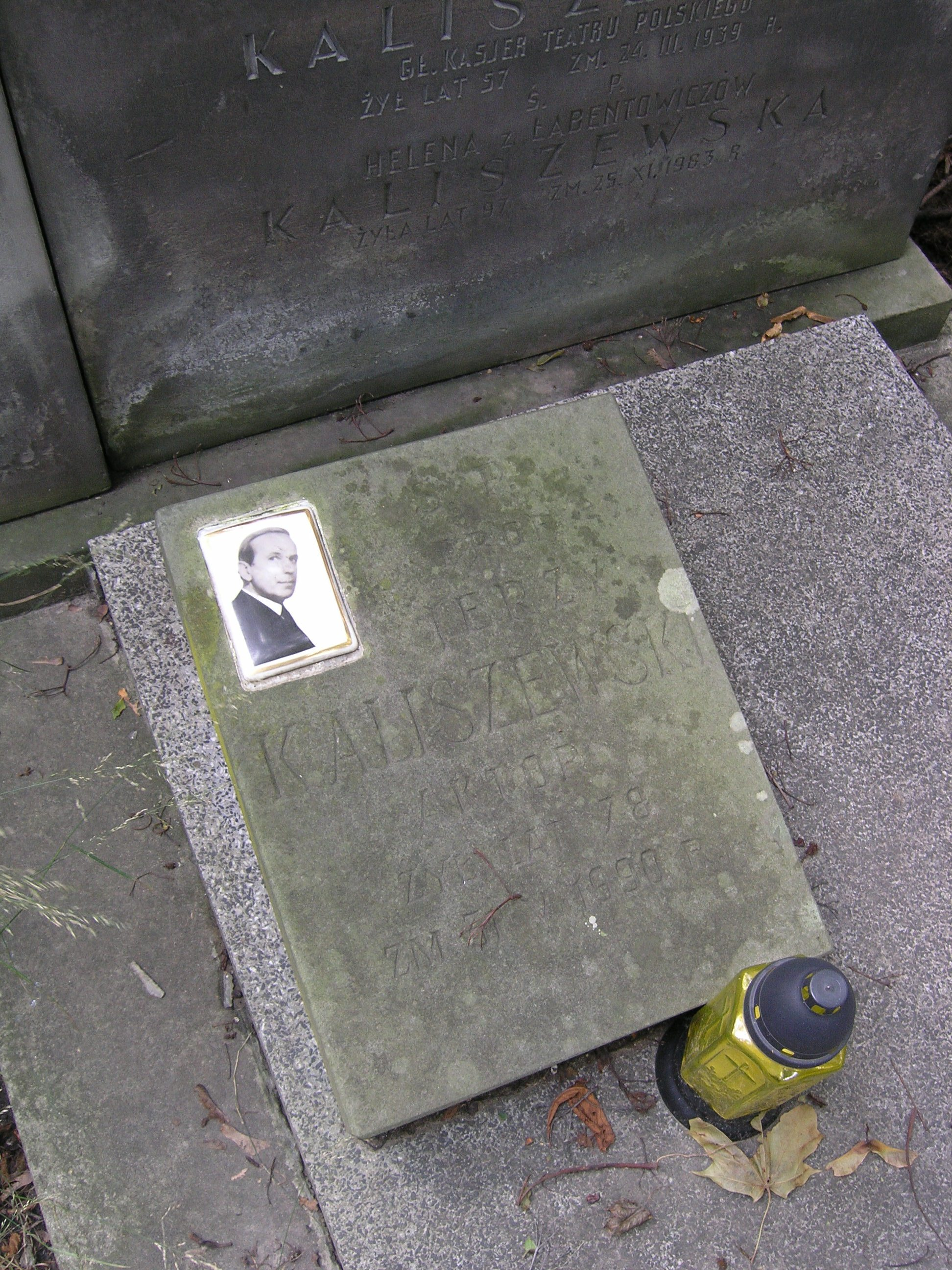
Grób Jerzego Kaliszewskiego na cmentarzu Powązkowskim w Warszawie

Jerzy Kaliszewski (ur. 8 czerwca 1912 w Warszawie, zm. 31 maja 1990 tamże) – polski aktor teatralny i filmowy, reżyser, pedagog i dyrektor teatrów.

## Życiorys
Absolwent warszawskich uczelni: Szkoły Głównej Handlowej (SGH), Państwowego Instytutu Sztuki Teatralnej (PIST) i Państwowej Szkoły Teatralnej (PWST). 
W czasie okupacji niemieckiej był więźniem Pawiaka i obozu koncentracyjnego Sachsenhausen. Później pracował jako kelner, uczestnicząc jednocześnie w konspiracyjnym życiu teatralnym.
Aktor scen krakowskich: Teatru im. Juliusza Słowackiego (1935–1938, 1945–1947, 1949–1954 i 1968–1969) i Starego Teatru (1954–1959) oraz warszawskich: Teatru Polskiego (1938–1939), Teatru Klasycznego (1962–1964) – również jako dyrektor, Teatru Narodowego (1969–1970) i Teatru Ateneum (1965–1968 i 1970–1980). 
Związany był również z Teatrem Wojska Polskiego w Łodzi i Teatrem Śląskim im. Stanisława Wyspiańskiego w Katowicach (dyrektor). Był wieloletnim wykładowcą warszawskiej (1947–1949 i 1969–1980) oraz krakowskiej PWST (1950–1969).
Spoczywa na cmentarzu Powązkowskim w Warszawie (kwatera 314-1-27).

## Filmografia (wybór)
- Miasto nieujarzmione (1950) – oficer niemiecki
- Młodość Chopina (1951) – Maurycy Mochnacki
- Godziny nadziei (1955) – major Woynicz
- Stawka większa niż życie (1967) – profesor Fritz Glass (odc. 15. Oblężenie)
- Bolesław Śmiały (1971) – Stanisław ze Szczepanowa
- Polskie drogi (1976) – aptekarz Kudliński, szef komórki AK
- Pasja (1977) – ojciec Edwarda Dembowskiego
- Żołnierze wolności (1977) – Jan Stanisław Jankowski
- Raszyn. 1809 (1977) – Feliks Franciszek Łubieński, minister sprawiedliwości
- Sprawa Gorgonowej (1977) – lekarz sądowy Żurawski
- Życie na gorąco (1978) – hrabia von Derbich (odc. 1. Budapeszt)
- Test pilota Pirxa (1978) – twórca "nieliniowca"
- Doktor Murek (1979) –  ojciec Miki i Wojciecha
- Polonia Restituta (1980) – Thomas Woodrow Wilson
- Powstanie Listopadowe. 1830–1831 (1980) – generał Karol Otto Kniaziewicz
- Najdłuższa wojna nowoczesnej Europy (1981) – wicekanclerz von Posadowski (odc. 12)

## Odznaczenia
- Order Krzyża Grunwaldu III klasy (1974),
- Krzyż Oficerski Orderu Odrodzenia Polski (1979),
- Krzyż Kawalerski Orderu Odrodzenia Polski (1962),
- Złoty Krzyż Zasługi (1956),
- Krzyż Partyzancki (1959),
- Medal 10-lecia Polski Ludowej (28 stycznia 1955)[2].

## Nagrody
- III nagroda na Festiwalu Polskich Sztuk Współczesnych za reżyserię spektaklu Wczoraj i przedwczoraj Aleksandra Maliszewskiego w Teatrach Dramatycznych w Krakowie (1951),
- Nagroda na II Wrocławskim Festiwalu Teatralnym za rolę Tomasza Becketa w spektaklu Becket, czyli honor Boga Jeana Anouilha w Teatrze Śląskim im. Stanisława Wyspiańskiego w Katowicach (1961),
- Nagroda na III Wrocławskim Festiwalu Teatralnym za rolę Gubernatora w spektaklu Śmierć gubernatora Leona Kruczkowskiego w Teatrze Śląskim im. Stanisława Wyspiańskiego w Katowicach (1962),
- Nagroda na III Kaliskich Spotkaniach Teatralnych (KST) w Kaliszu za rolę Lucyfera-Bukarego w spektaklu Samuel Zborowski Juliusza Słowackiego w Teatrze Klasycznym w Warszawie (1963),
- Nagroda Ministra Kultury i Sztuki I stopnia za pracę dydaktyczno-wychowawczą – dwukrotnie (1967, 1972).